# Kija (Csulim)
A Kija (oroszul: Кия) folyó Oroszország ázsiai részén, Dél-Szibériában, a Csulim bal oldali mellékfolyója.

## Földrajz
Hossza: 548 km, vízgyűjtő területe: 32 200 km², évi közepes vízhozama: 150 m³/sec (Mariinszk városnál).
A Kuznyecki-Alatau keleti lejtőjén, a Kemerovói terület keleti határa közelében ered. Felső szakaszán a Kuznyecki-Alatau hegyei között folyik. Rövid alsó szakasza kivételével végig a Kemerovói területen halad előbb észak, majd Mariinszk után északnyugat felé. A Tomszki területen, Zirjanszkoje településnél ömlik a Csulimba. A folyó novembertől áprilisig befagy. 
Mellékfolyói: 
- jobb oldalon a Tyazsin és a Csety (432 km)
- bal oldalon a Kozsuh és az Antyibesz.

Partjain az egyetlen jelentős város Mariinszk, fontos közlekedési csomópont. 
A folyó fölött átívelő közúti és vasúti híd(ak) biztosítja(-ák) az összeköttetést Tomszk–Acsinszk–Krasznojarszk között.